# 카이노스메드
카이노스메드(Kainos Medicine Inc.)는 대한민국의 신약개발 기업이다. 본사는 경기도 성남시 분당구 대왕판교로 700 코리아바이오파크 제3층 제에이-301호 일부에 위치해 있으며 대표이사는 이기섭이다. 퇴행성 뇌질환 치료제, 항바이러스제, 항암제 등을 개발한다.

## 테마주
김병재 사외이사가 이재명 후보 대전환 선대위원으로 영입되면서 이재명 테마주로 여겨지고 있다

## 같이 보기
- 파킨슨병

## 참고문헌
1. ↑  조정현, 하나증권, IPO주관사 업데이트 기업분석_스몰캡_Report-카이노스메드, 2023년 06월 27일
2. ↑  이달미, 한국IR협의회 기술분석보고서-카이노스메드 , 2023.06.23[깨진 링크(과거 내용 찾기)]
3. ↑  카이노스메드, 서 5000만달러 규모 투자 유치 유력한 배경은 팜이데일리 2024-11-12
4. ↑  정민구, 카이노스메드, 상한가…이재명 테마주 때문?, 바이오타임즈, 2024-12-19